# Explosión en la Escuela Primaria Poe
La explosión en la Escuela Primaria Poe fue una explosión intencionada en un patio escolar ocurrida en la Escuela Primaria Poe en Boulevard Oaks, Houston, Texas, Estados Unidos el 15 de septiembre de 1959. Seis personas, incluido el perpetrador y su propio hijo, murieron.

## Paul Orgeron y Dusty Paul
Paul Harold Orgeron, de 49 años, alicatador, semianalfabeto y ex convicto, se había mudado recientemente de Altus, Oklahoma, al sur de Houston, Texas, con su hijo de siete años, Dusty Paul. Según la exesposa de Orgeron, Hazel, se divorciaron dos veces debido a abuso conyugal. Orgeron alquiló brevemente en una pensión cercana con el seudónimo de Bob Silver. El propietario dijo más tarde que el padre y el hijo estaban tranquilos y no habían causado ningún problema.
Orgeron intentó inscribir a su hijo en segundo curso en la Escuela Primaria Edgar Allan Poe, pero se lo denegaron porque carecía de certificados de nacimiento y de salud de su hijo. Salió de la oficina de la escuela afirmando que volvería al día siguiente con los documentos.

## La explosión
Minutos después de salir de la oficina del colegio, sobre las 10 de la mañana, Orgeron y su hijo se acercaron a una profesora, Patricia Johnston, en el patio del colegio, que había estado reuniendo a sus alumnos de segundo curso para su regreso a clase. Orgeron, que llevaba una maleta marrón, le dio dos papeles para que los leyera. Ella fue incapaz de entenderlos, ya que las notas manuscritas eran ilegibles. Orgeron murmuró sobre "tener el poder en una maleta", la voluntad de Dios y tener que "llegar hasta los niños".
Orgeron pidió que los niños se reunieran a su alrededor y, mientras agitaba la maleta, Johnston se alarmó al ver un botón de timbre en la parte inferior de la maleta e indicó a los alumnos que regresaran al edificio. También dio instrucciones a dos alumnos para que fueran a buscar al directora de la escuela, R. E. Doty, y al conserje de la escuela, James Montgomery, el único trabajador varón adulto de la escuela.
Cuando llegaron el director y el conserje, Orgeron hizo caso omiso de las instrucciones de Doty de abandonar el recinto escolar. Entonces Orgeron detonó la maleta que contenía quizás seis cartuchos de dinamita. La explosión fue tan enorme que los testigos pensaron que estaban bajo un ataque nuclear soviético.
La explosión se cobró seis vidas, entre ellas las de Orgeron y su hijo; dos alumnos; el conserje Montgomery y una maestra, Jennie Kolter. De los dieciocho heridos, la directora Doty sufrió la fractura de una pierna, y dos niños perdieron una pierna cada uno.
William Kolter, hijo de Jennie Kolter, era jefe de residentes del Hospital Hermann; declaró muerta a su madre.

## Víctimas
- Paul Harold Orgeron, 49 (el perpetrador)
- Dusty Paul Orgeron, 7
- Jennie Katharine Kolter, 54
- James Arlie Montgomery, 56
- William S. Hawes Jr., 7
- John Cecil Fitch Jr., 8

Se llamó a la Guardia Nacional de Texas para proteger otras escuelas primarias después de la explosión, porque las autoridades no estaban seguras de si el atacante había muerto en la explosión.

## Respuesta policial
La policía respondió y encontró un agujero de 6 pulgadas de profundidad (150 mm) en el área de juego de asfalto "black top". Los cuerpos destrozados de las víctimas estaban quemados; a algunos, incluido Doty, la detonación les arrancó la ropa. Una niña salió volando a más de 100 pies (30 m) de distancia.
La policía pensó que el atacante podría haber escapado y tener otras bombas, por lo que la escuela fue evacuada. Después de completar una búsqueda de posibles bombas, un pase de lista de los maestros mostró que todos los estudiantes estaban presentes, excepto los muertos o heridos.
Se encontró muy poco de Orgeron. Solo se recuperaron pequeñas partes del cuerpo de los arbustos, edificios y casas circundantes. La mano izquierda de Orgeron se encontró en un seto, lo que confirmó que había muerto en la explosión. Se utilizó para identificarlo a través de las huellas dactilares que estaban en el archivo por condenas anteriores.
Su camioneta aparcada cerca contenía explosivos y un recibo del 25 de agosto por la compra de varios detonadores y 150 cartuchos de dinamita de Grants, Nuevo México, donde Orgeron había estado entre dejar Altus y llegar a Houston.
Sus condenas previas sobre la apertura de cajas fuertes en robos tal vez expliquen su conocimiento de la dinamita.

## Contenido de las notas
La policía logró descifrar las notas de Orgeron:

### Primera nota
"Por favor, no se emocione con esta orden que le estoy dando. Esta maleta que ve en mi mano está llena hasta arriba con explosivo de alta potencia. Me refiero a alta alta. Por favor, créanme cuando digo que tengo 2 más [ilegible] que están configurados para sonar en dos momentos. No creo que pueda matar y no matar lo que me rodea, y quiero decir que mi hijo se irá. Haga lo que le digo y nadie saldrá lastimado. Por favor". —PH Orgeron

### Segunda nota
"No se comunique con el departamento de Policía todavía, le diré cuándo. Por favor, no se emocione con esta orden que le estoy dando. Esta maleta que ve en mi mano está llena hasta el tope con alto explosivo. Por favor, no me haga presionar este botón que es todo lo que tengo que hacer. Y también tengo 2 cajas más [ilegible] de alto explosivo que están configuradas para estallar en un momento determinado en tres lugares diferentes, por lo que me hará más daño matarme, así que haga lo que digo y nadie saldrá lastimado. Y me gustaría hablar de Dios mientras espero a mi esposa."

## Consecuencias
A diferencia de los ataques escolares a principios del siglo XXI, no hubo ninguna cobertura mediática nacional e internacional constante del ataque de Poe. No se construyó ningún monumento en la escuela primaria afectada. La escuela estaba abierta al día siguiente con aproximadamente la mitad de los estudiantes asistiendo con aumentos cada día subsiguiente a pesar de que la limpieza y las reparaciones estaban en marcha. No hubo consejeros de duelo. HISD nombró después dos nuevas escuelas primarias en honor a las víctimas del ataque: la escuela primaria Kolter en Meyerland y la escuela primaria Montgomery en el suroeste de Houston.